# Minas Brasília TC
Der Minas Brasília Tênis Clube (Abk.: MBTC) ist ein Sport- und Gesellschaftsverein in Brasília (DF), der Hauptstadt von Brasilien. Zu den dort betriebenen Sportarten zählen unter anderem Tennis und Schwimmen sowie Mannschaftssportarten wie Fußball und Futsal.

## Geschichte
Nur wenige Monate nach der offiziellen Einweihung der Planhauptstadt Brasiliá wurde der MBTC als Filialverein von Mitgliedern des traditionsreichen Minas Tênis Clube aus Belo Horizonte gegründet. Sein wichtigster Unterstützer und erster Ehrenpräsident war der damals amtierende Präsident der Republik Juscelino Kubitschek. Das Clubgelände befindet sich direkt am Lago Paranoá gegenüber der Universidade de Brasília.
Seit einigen Jahren besteht eine Kooperation mit der ICESP-Hochschule (Instituto Científico de Ensino Superior e Pesquisa). Das von ihr semiprofessionell betriebene Frauenfußballteam (Minas/ICESP) trägt seine Heimspiele im Estádio Maria de Lourdes Abadia in Ceilândia aus. Es gewann 2018 die Zweitligameisterschaft des brasilianischen Frauenfußballs nach einem Finalsieg über den EC Vitória und qualifizierte sich damit für die erste Liga der Spielzeit 2019. Am 26. August 2018 sicherte sich Minas Brasília den dritten Distriktmeistertitel im Nachbarschaftsduell gegen CRESSPOM.

## Erfolge

### Fußball (Frauen)
| Meisterschaft der Série A2        | (1×): | 2018             |
| Meisterschaft des Bundesdistrikts | (3×): | 2016, 2017, 2018 |